# Johan Larsson i Gallstad
Sven Johan Larsson (i riksdagen kallad Larsson i Gallstad), född 1 april 1862 i Saleby socken, Skaraborgs län, död där 4 april 1913, var en svensk hemmansägare och riksdagsman.
Larsson var i riksdagen ledamot av andra kammaren 1906-1913. Fram till 1912 invald i Skånings, Vilske och Valle domsagas valkrets och därefter invald i Skaraborgs läns södra valkrets. I riksdagen skrev han två egna motioner om omedelbart utövande av rådstugas eller kommunalstämmas beslutanderätt rörande brännvinsförsäljning och om hingstbesiktningstvång.